# Albert Grün

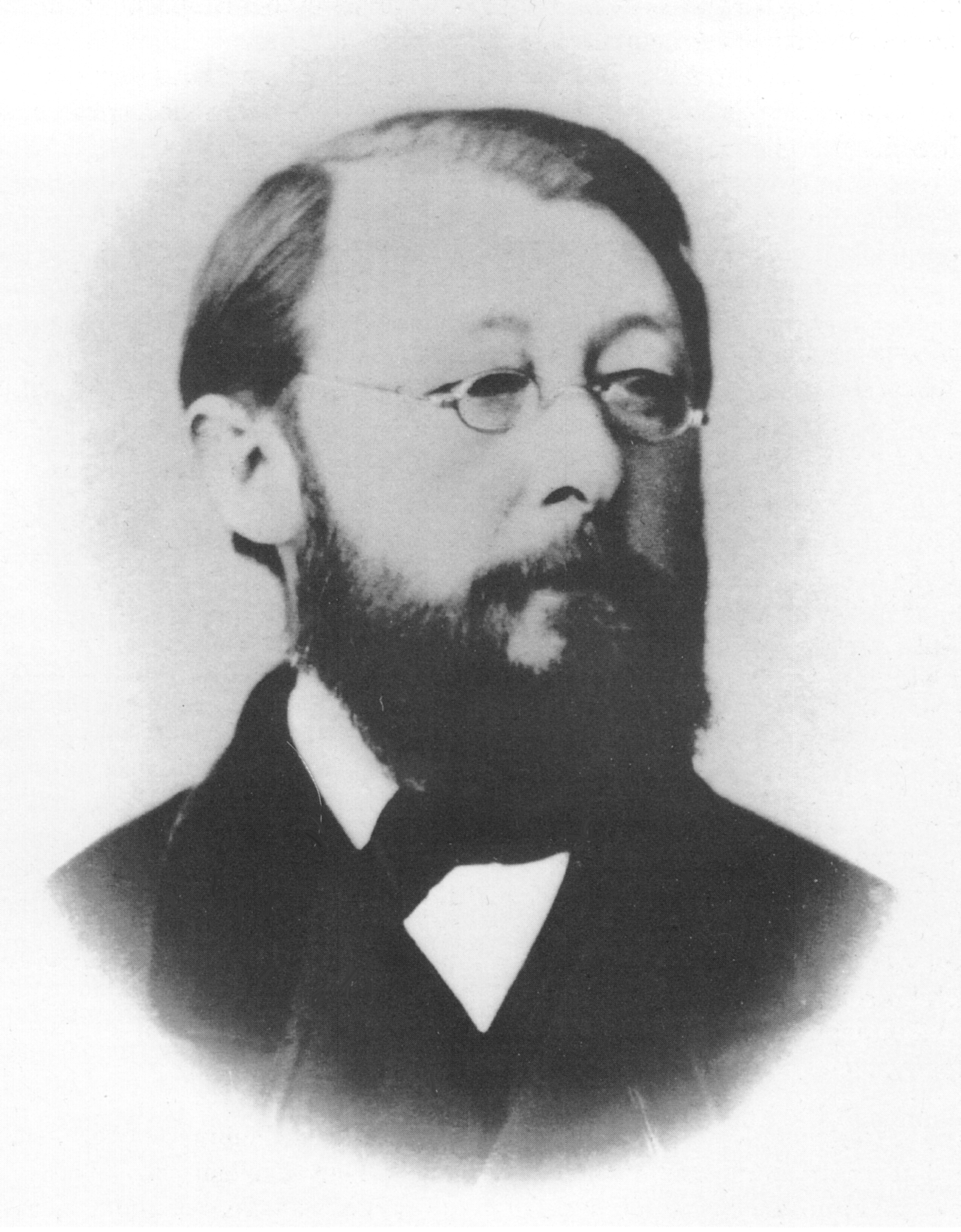
Albert Grün 1822–1904

Albert Grün (* 31. Mai 1822 in Lüdenscheid; † 22. April 1904 in Straßburg) war ein deutscher Revolutionär von 1848/49, Lehrer sowie Autor verschiedener literarischer Werke.

## Vormärz
Albert Grün war der Sohn eines Volksschullehrers und war Bruder von Karl Grün. Er besuchte zunächst Schulen in seiner Heimatstadt und wechselte 1836 zum Gymnasium nach Barmen. Bereits in der Obersekunda verließ er die Schule, um als Bergaspirant in Kohlengruben des entstehenden Ruhrgebiets zu arbeiten und sich so auf das höhere Bergfach vorzubereiten. Nachdem er bereits kurze Zeit auf der Bochumer Bergschule war, musste er wegen neuer Bestimmungen noch einige Zeit zurück auf das Gymnasium. Danach war er Bergeleve in Essen.
Einige Zeit später kehrte Grün dem Bergfach den Rücken und arbeitete bei einer Versicherung in Köln. Außerdem legte er noch sein Abitur ab. Danach studierte er Philologie in Bonn. Wie sein Bruder stand Grün im Vormärz auf Seiten der politischen Opposition. Wegen angeblicher Majestätsbeleidigung in einer von ihm veröffentlichten Schrift ging er 1846 ins Exil nach Brüssel. Mit Vorträgen über das moderne Drama versuchte er sich übers Wasser zu halten.

## Revolution 1848/49
Während der Revolution von 1848 kehrte Grün nach Deutschland zurück. Er betätigte sich auf Seiten der frühen Sozialisten. So  war er in Berlin Vorsitzender des Königsstädtischen Maschinenbauervereins – einer Vorform einer Gewerkschaft. Im Jahr 1849 war er Bevollmächtigter der revolutionären, provisorischen Regierung des Königreichs Sachsen in Frankfurt am Main. Später war er Zivilkommissar der provisorischen Revolutionsregierung in der Pfalz. Er arbeitete insbesondere publizistisch für den Aufstand in der Pfalz.

## Leben in Straßburg
Wegen seiner Beteiligung am Badischen Aufstand musste er nach Straßburg ins französische Exil flüchten. In Abwesenheit wurde er zum Tode verurteilt. In Straßburg hat er zunächst in Mädchenpensionaten und in öffentlichen Vorträgen deutsche Sprache und Literatur gelehrt. Nach der Annexion des Elsass war er 1870 bis 1872 Redakteur des Niederrheinischen Couriers in Straßburg. Anschließend war er bis 1895 Lehrer für Geschichte und Literatur in der höheren Töchterschule. Im Jahr 1895 wurde Grün zum Gymnasialprofessor ernannt. In Straßburg war er Vorsitzender der örtlichen Organisation des Allgemeinen Deutschen Sprachvereins. Außerdem versuchte er zur Versöhnung von Deutschen und Franzosen beizutragen.
Neben politischen Schriften veröffentlichte Grün Dramen, Gedichte sowie volkskundliche Schriften über das Elsass. Unter seinen Arbeiten war ein damals gelobtes Stück über Friederike Brion. Ein Drama über Georg Forster blieb ungedruckt. Außerdem setzte er sich durchaus kritisch mit der Revolution von 1848/49 auseinander.

## Werke (Auswahl)
- Offener Brief an die Bonner Studenten. Bonn 1846
- Das Frankfurter Vorparlament und seine Wurzeln in Frankreich und Deutschland. Leipzig: Wigand 1849.
- Die Schlitter und Holzhauer aus den Vogesen oder Vierundzwanzig Stunden im Hohwald. Natur- und Menschenskizzen mit 43 lithographischen Original-Zeichnungen von T. Schuler. Straßburg/E.: Treuttel und Würtz 1854
- Goethe's Faust. Briefwechsel mit einer Dame. Gotha: Scheube 1856 Digitalisat
- Aus der Verbannung. Gedichte. Straßburg/E. 1859
- Deutsche Flüchtlinge. Zeitbild. Hamburg: Hoffmann und Campe 1851.
- Das A-B-C der Ästhetik. Fünf Vorlesungen, gehalten zu Straßburg. Straßburg/E.: Treuttel und Würtz 1856
- Friederike [von Sesenheim]. Schauspiel. Mit einem Faksimile der Titelheldin. Straßburg/E.: Treuttel und Würtz 1859
- Das Forsthaus in den Vogesen. Wahrheit und Dichtung [Roman]. 4 Bde. Leipzig: Günther 1874
- Georg Forster: Drama. Kassel: Kassel Univ. Press 1999.